# Шеппард, Диллон
Диллон Шеппард (англ. Dillon Sheppard; 27 февраля 1979, Дурбан, ЮАР) — южноафриканский футболист, полузащитник, экс-игрок сборной ЮАР.

## Карьера
Начинал карьеру защитником в Аяксе из Кейптауна, позднее переквалифицировался в полузащитника.При тренере Карлуше Кейруше закрепился в составе сборной ЮАР. Летом 2004 года был на просмотре в «Торпедо-Металлурге», но из-за травмы вернулся в ЮАР. В декабре того же года подписал контракт с московским «Динамо». В составе закрепиться не смог, и после одного проведенного сезона перешёл в греческий «Паниониос», где тоже долго не задержался. Следующим клубом игрока стал «Мамелоди Сандаунс». С 2009 года Шеппард выступает за «Платинум Старс» из Рюстенбурга. В 2011 перешёл в «Голден Эрроуз», за полтора года в котором провел 33 игры, забив 4 мяча. В январе 2013 присоединился к «Марицбург Юнайтед».

## Достижения
«Витс Юниверсити»
- Чемпион ЮАР: 2016/17